# Lucilla Perrotta
Lucilla Perrotta (Roma, 3 giugno 1975) è una giocatrice di beach volley italiana.
Ha esordito nel campionato italiano nel 1994. È stata campionessa italiana nel 1995, 1997, 2004, 2006 e 2008. Ha partecipato al campionato europeo di beach volley 2001, che si è svolto dal 6 settembre al 9 settembre a Jesolo, ed è stata campionessa europea nel 2002. Ha rappresentato l'Italia ai Giochi olimpici di Sydney 2000 e Atene 2004.
Gioca abitualmente in coppia con Daniela Gattelli.